# Systasis coerulea
Systasis coerulea är en stekelart som beskrevs av Vittorio Luigi Delucchi 1962. Systasis coerulea ingår i släktet Systasis och familjen puppglanssteklar.
Artens utbredningsområde är Tanzania. Inga underarter finns listade i Catalogue of Life.